# Larks' Tongues in Aspic
| Recensione | Giudizio |
| ---------- | -------- |
| Discogs    |          |
| All Music  |          |

Larks' Tongues in Aspic è il quinto album, uscito nel 1973, del gruppo progressive inglese King Crimson.
Nel giugno del 2015 la rivista Rolling Stone ha collocato l'album alla ventesima posizione dei 50 migliori album progressive di tutti i tempi.

## Genesi dell'opera
Nel luglio 1972, un mese dopo la pubblicazione dell'album dal vivo Earthbound, la formazione dei King Crimson che aveva suonato su quel disco e in quel tour non esisteva già più. Robert Fripp, ormai unico depositario del "marchio Crimson" deve reinventarsi da capo la band. Proprio durante il tour del 1972 (per l'esattezza il 27 marzo a Boston, MA) l'allora batterista degli Yes Bill Bruford aveva chiesto a Fripp di entrare nei King Crimson perché ormai artisticamente frustrato nella blasonata band di provenienza. La posizione del batterista andava dunque solo formalizzata. Di lì a poco, si unì al gruppo anche il bassista-cantante dei Family, John Wetton, che Fripp conosceva di vista sin dagli anni sessanta quando i due suonavano in gruppi diversi nella zona di Bournemouth, e che aveva già ricevuto l'offerta di unirsi ai King Crimson nel 1971, non potendo però accettarla a causa di precedenti impegni.
Wetton portò con sé nell'orbita della band anche un suo ex compagno di college, il paroliere Richard Palmer-James, già membro fondatore dei Supertramp, che sarebbe rimasto autore dei testi dei King Crimson per tre album, collaborando col gruppo esclusivamente per corrispondenza.
A questi elementi, relativamente già consolidati per fama ed esperienza in ambito rock, si andarono ad aggiungere poche settimane dopo il percussionista Jamie Muir ed il violinista/violista David Cross, quest'ultimo notato da Fripp a un concerto della sua band precedente, gli Waves.
Dopo una serie di date in Germania e Gran Bretagna fra ottobre e dicembre, nei mesi di gennaio e febbraio 1973 il nuovo quintetto entrò in studio per mettere a frutto il materiale creato dal vivo. L'album uscì un mese dopo.

## Il disco
Larks' Tongues in Aspic contiene sei tracce, tre per facciata.
- Larks' Tongues in Aspic, part one è un lungo brano strumentale che mette in luce come l'improvvisazione collettiva fosse una delle caratteristiche principali dei nuovi Crimson; la traccia, pur divisa in momenti musicali ben distinti (il brano verrà riproposto con identica struttura anche dal vivo), presenta molte concessioni all'indeterminato, una sorta di "canovaccio" che i musicisti possono sviluppare più o meno liberamente. Il titolo del brano e dell'album fu ideato - di getto - da Jamie Muir, l'estroso ed eccentrico percussionista, interpellato sulla natura della musica che stava suonando con i King Crimson.[3] L'espressione (in italiano: "lingue d'allodola in gelatina") voleva alludere a qualcosa di delicato ed etereo immerso in un elemento denso e corposo[3], una sorta di unione tra Yin e Yang che, secondo Fripp, simboleggiava efficacemente anche l'idea dell'incarnazione dell'anima al momento del concepimento[3]. Analogo concetto è ripreso in copertina, con l'immagine alchemica della compenetrazione fra Sole e Luna. Una voce secondo cui l'assolo di violino presente in questo brano sarebbe una citazione del brano The Lark Ascending di Ralph Vaughan Williams è stata smentita dallo stesso David Cross[3], il quale afferma che all'epoca non conosceva quell'autore, anche se non esclude di aver sentito in precedenza quel tema (molto popolare in Inghilterra) e di averlo perciò citato "inconsciamente". La somiglianza fra i titoli rimane comunque più sorprendente di quella effettiva fra i due brani.[3] Su questa traccia è presente anche un parlato registrato in casa da Bill Bruford, da un programma radio scelto a caso: si trattava del radiodramma Gallowglass di John e Willy Maley.[3] Grazie alle tecniche di sovraincisione, la parola dead (morto) pronunciata dalla voce recitante venne fatta volutamente coincidere con l'accordo culminante di un crescendo.[3]
- Book of Saturday è una ballata appoggiata su un tenue arpeggio di chitarra elettrica e decorata dal violino di Cross, oltre che da un solo - sempre di chitarra elettrica - registrato con la tecnica del nastro montato alla rovescia.
- Exiles è un brano dal testo elegiaco, che musicalmente ricorda i King Crimson del 1969 e chiude la prima parte dell'album con una cadenza diminuita simile a quella presente in Epitaph, unica concessione al sound dei primi album; due esecuzioni contenute nel brano non sono mai state accreditate sulla copertina dell'album: una parte di piano, suonata da Wetton, ed una di flauto, eseguita da Cross.[3]
- Easy Money apre il lato B e vede in primo piano la chitarra distorta di Fripp impegnata a tenere insieme tutto lo svolgimento musicale, con largo spazio all'improvvisazione in crescendo.

Chiudono l'album due brani strumentali legati fra loro:
- The Talking Drum consiste essenzialmente in una jam introdotta da percussioni etniche (il tamburo parlante del titolo) per poi svilupparsi in crescendo, e infine arrestarsi di colpo in un fragoroso chiasso di suoni stridenti, preludio all'attacco del brano conclusivo; Il fragore fu prodotto con trombette da bicicletta - già parte dell'«arsenale» di Jamie Muir - private dell'impugnatura in gomma e suonate direttamente con la bocca.[3]
- In Larks' Tongues in Aspic, part two, gli accordi di chitarra elettrica del tema introduttivo "alludono" con la loro figurazione ritmica (per ammissione dello stesso autore)[3] alle battute iniziali de Gli àuguri primaverili - Danza delle adolescenti dalla La sagra della primavera di Stravinskij. Il pezzo nel suo insieme alterna momenti violenti a passaggi più lievi nei quali, tuttavia, l'uso di progressioni armoniche sempre ascendenti innesca egualmente un climax denso di urgenza ed inquietudine. Il brano rappresenta una sorta di manifesto della fase King Crimson 1973-74[3], e in qualche modo continuò ad "auto-influenzare" lo stile dello stesso Fripp negli anni a venire[3]; non a caso è fra i pochi brani del repertorio degli anni settanta ad esser stato riproposto in concerto anche da posteriori incarnazioni dei King Crimson (1981-84 e 1994-96) che pure differivano, sotto molti aspetti, da quella che suonò in quest'album. Il titolo stesso ricorrerà per altre due volte (nel 1984 e nel 2000) su altrettanti brani dei King Crimson (identificati come part III e part IV), divenendo così quasi un'allusione ad un modus operandi che trascende tempo e cambi di formazione in un arco di quasi trent'anni[3]. Nel 1974, i produttori della celebre pellicola soft-core Emmanuelle utilizzarono, senza il permesso di Fripp e senza citarlo come autore, una versione ri-orchestrata di questo brano a commento di quasi tutte le scene di sesso, compresi tre stupri: la controversia fu risolta con una conciliazione a favore di Fripp, che ottenne un risarcimento.[3]

Alla fine del disco, gli ultimi solchi del vinile catturavano la voce di Bill Bruford che chiedeva: «posso provarne immediatamente un'altra?» (Can I try one more immediately?), riferendosi con ogni probabilità alla registrazione del brano di chiusura. Nelle versioni in CD (almeno fino agli anni novanta) il frammento è stato tagliato.

## Tracce
Testi di Richard Palmer-James.
Lato A
1. Larks' Tongues in Aspic, part one (strumentale) – 13:36 (musica: David Cross, Robert Fripp, John Wetton, Bill Bruford, Jamie Muir)
2. Book of Saturday – 2:49 (musica: Robert Fripp, John Wetton)
3. Exiles – 7:40 (musica: David Cross, Robert Fripp)

Durata totale: 24:05
Lato B
1. Easy Money – 7:54 (musica: Robert Fripp, John Wetton)
2. The Talking Drum (strumentale) – 7:26 (musica: David Cross, Robert Fripp, John Wetton, Bill Bruford, Jamie Muir)
3. Larks' Tongues in Aspic, part two (strumentale) – 7:12 (musica: Robert Fripp)

Durata totale: 22:32

## Formazione
- David Cross  - violino, viola, mellotron, flauto in Exiles
- Robert Fripp - chitarra, mellotron
- John Wetton  - basso, voce, pianoforte in Exiles
- Bill Bruford - batteria, percussioni
- Jamie Muir - percussioni, batteria